# СПБУ Таврида
СПБУ «Таврида» — самопідіймальна бурова установка, служба якої пов’язана з роботами у Чорному морі, передусім в українському секторі.

## Загальні відомості
«Таврида» стала десятою (і останньою) серед споруджених по розробленому севастопольським ЦКБ «Коралл» проекту 1540 (також відомий як тип «Баки» або тип 6000/60). Будівництво установки до 1991 року здійснювалось на астраханському заводі «Красные баррикады», а потім до 1995 року тривала її добудова у Миколаєві на Чорноморському суднобудівному заводі. 
За своїм архітектурно-конструктивним типом судно відноситься до самопідіймальних (jack-up) і має чотири опори. «Таврида» може працювати в районах з глибинами від 20 до 70 метрів та бурити свердловини глибиною 6 км. Для проведення бурових робіт судну не обов’язково займати місце над устям свердловини, оскільки воно обладнане виносною консоллю – кантилевером (саме це є головною відмінністю «Тавриди» від іншої належної «Чорноморнафтогазу» установки проекту 1540 СПБУ «Сиваш»). З однієї позиції можливе буріння до 6 свердловин. У 2004 році бурове обладнання пройшло модернізацію зі встановленням верхнього приводу («топдрайв») типу PTD–500–AC-UA від норвезької компанії Maritime Hydraulics.
«Таврида» може приймати на борт 2340 тон різних запасів, що відповідає автономній роботі протягом 30 діб. 
Судно є несамохідним, тому пересування до місця виконання робіт повинне здійснюватись шляхом буксирування.
На борту забезпечуються умови для розміщення екіпажу та однієї бурової вахти – до 60 осіб.
Таврида має майданчик для гелікоптерів розмірами 25х25 метрів, призначений для прийому машин вагою до 12,8 тон. Можливо відзначити, що 28 квітня 2008 року, при спробі приземлення на майданчик в умовах сильного бічного вітру зазнав катастрофи гелікоптер Мі-8, загинули всі 20 осіб, що перебували на борту (також виникла пожежа, проте вона була ліквідована силами екіпажу «Тавриди»).

## Служба судна
За перші 15 років служби СПБУ «Таврида» пробурила чотири десятки свердловин загальною довжиною 57,5 км.
Щодо окремих проектів, у яких брала участь установка, відоме наступне:
- станом на грудень 2002 року, СПБУ «Таврида» працювала у Азовському морі над облаштуванням Східно-Казантипського родовища, на якому вже знаходились в експлуатації три свердловини. При цьому в районі спостерігалась надзвичайно складна льодова обстановка, що змушувало три допоміжні судна цілодобово курсувати навколо для розбивання льодових полів, тоді як екіпаж установки вручну боровся із обмерзанням судна. У квітні 2003-го оголосили, що «Таврида» прямує для завершення буріння трьох експлуатаційних свердловин на цьому родовищі[5] (можливо відзначити, що розробку Східно-Казантипського дійсно здійснюють через 6 свердловин). Щонайменше частина пробурених на Східно-Казантипському свердловин мала завершальні горизонтальні ділянки;
- ще одним завданням установки стало спорудження у болгарському секторі Чорного моря двох видобувних свердловин на родовищі Галата, яке розпочало видачу першої продукції навесні 2004 року;
- в липні 2004 року, СПБУ «Таврида» завершила спорудження у Азовському морі на Північно-Булганацькому родовищі свердловини № 10, яка стала першою двоствольною свердловиною в Україні[6][7];
- в першій половині 2005 року, СПБУ «Таврида» здійснюювала у Чорному морі на Штормовому газоконденсатному родовищі буріння похило-спрямованої свердловини № 32, яка при глибині по вертикалі 1890 метрів мала довжину 2600 метрів;[8]
- у вересні 2006 року, СПБУ «Таврида» завершила буріння на Одеському газовому родовищі оціночної свердловини.[9] В останньому кварталі 2006-го на цьому родовищі встановили платформу БК-1[10], після чого на початку січня 2007-го СПБУ «Таврида» перемістили з розвідувальної свердловини № 20 для буріння на БК-1 експлуатаційної свердловини[11], (втім, варто відзначити, що у підсумку Одеське родовище введуть у розробку лише через кілька років);
- у першій половині зими 2007/2008 років, СПБУ «Таврида» здійснювала спорудження свердловини № 36 на платформі БК-23 Штормового газоконденсатного родовища, а з кінця січня по першу половину квітня 2008 року пробурила тут же свердловину № 37. В подальшому планувалось спорудження бічного стовбуру на свердловині № 36 та перехід на платформу МСП-17 того ж родовища для буріння свердловин № 34 та № 38[12] (саме в цей період сталась зазначена вище катастрофа гелікоптера, який намагався здійснити посадку на «Тавриді»). В березні 2010-го СПБУ «Таврида» знову працювала на Штормовому;[13][14]
- в першій половині 2011 року, СПБУ «Таврида» спорудила свердловини № 77, 78, 79 та 80 на розконсервованій платформі БК-11 Голіцинського газоконденсатного родовища. Під час робіт використовувалась технологія похило-спрямованого буріння;[15][16]
- влітку 2011 року на Архангельському газовому родовищі було встановлено нову платформу БК-1, після чого  СПБУ «Таврида» взялась за спорудження тут експлуатаційних свердловин. Станом на грудень цього ж року установка працювала вже над сьомою свердловиною[17][18], а на початку липня 2012 року завершила одинадцяту та розпочала підготовку до буріння останньої, дванадцятої за рахунком[19].

- з серпня 2012 по березень 2013 року,  СПБУ «Таврида» вела буріння на платформі МСП-17 Штормового родовища[20].

## Російсько-українська війна
В 2014 році «Чорноморнафтогаз» втратив контроль над СПБУ «Таврида» внаслідок анексії Криму 2014 року. Відомо, що у 2015 році росіяни задіяли установку для якихось робіт на Одеському родовищі.
Як засвідчують дані геоінформаційних систем, станом на квітень 2019 року, транспондер установки знаходився на вході до Ярилгацької бухти.
11 вересня 2023 року, СПБУ «Таврида» було повернуто під контроль України внаслідок вдалої роботи ГУР.